# 深海の街 (アルバム)
『深海の街』（しんかいのまち）は、松任谷由実の39枚目のアルバム。2020年12月1日にユニバーサルミュージックから発売された。前作『宇宙図書館』から約4年ぶりとなっており、アルバムのリリース間隔としては最長期間である。前作に引き続き松任谷由実が作詞作曲し、松任谷正隆が編曲・プロデュースを手掛けた。
アルバムには、表題曲「深海の街」をはじめとしたシングル4曲と、手嶌葵に提供した「散りてなお」のセルフカバー、新曲7曲の、計12曲が収録されている。また、本作を携えたロングツアー「松任谷由実 コンサートツアー 深海の街」が、2021年9月から2022年7月にかけて行われた。

## 背景
前作『宇宙図書館』以降の活動として、2018年4月からテレビ朝日系『グッド!モーニング』に書き下ろされた新曲「Good! Morning」が使用された（ただし本作に収録されるまで商品化されず）、シングルとしては2019年9月に、『宇宙図書館』以来となるシングル『深海の街』を配信限定でリリース。2020年に入ると、8月にゲームアプリ「刀剣乱舞-ONLINE-」の主題歌「あなたと 私と」をリリース。そして、10月9日に本作『深海の街』を12月にリリースすることがアナウンスされた。オリジナルアルバムとしては前作『宇宙図書館』リリースから約4年のインターバルを経てのリリースとなっており、アルバムのリリース間隔としては、自身最長期間である。自身がパーソナリティーを務める『松任谷由実のオールナイトニッポンGOLD』の2020年9月25日放送回では、前日にアルバム収録曲としては最後の作詞が完成したと明かしていた。この楽曲は9月27日に歌入れを実施したという。リリースにあたり松任谷由実は「愛しか残らない～深い海の底で僕たちは気づいたんだ」とのコメントを寄せている。その後も、10月11月と立て続けに、ドラマ『恋する母たち』主題歌「知らないどうし」とハウス食品「北海道シチュー」CMソング「雪の道しるべ」を先行配信した。
アルバム名は、2019年9月18日に配信リリースした楽曲と同じであり、同曲は本作にも収録されている。このタイトルは、2018年に松任谷由実の姪が暮らすベルリンを訪れた際に「脳内リゾート」というアイディアから着想したという。2020年9月27日に放送されたTOKYO FM開局50周年記念番組『True Stories』では、プロデューサーの松任谷正隆が本作において、当初は往年の名作アルバム『SURF&SNOW』の続編となる「Vol.2」を目指して製作していたと語っている。しかし、コロナ禍の影響でとてもそのような気分になれず断念したという。実現していれば、1980年12月1日のリリースからちょうど40年後という節目での続編だった。過去にも『SURF&SNOW Vol.2』を目指し制作していると公言しながら、結果として別タイトルになったアルバムに『PEARL PIERCE』『Wings of Winter, Shades of Summer』などが存在する。
なお、松任谷由実は本作のリリースと前後して『出川と爆問田中と岡村のスモール3』のテーマ曲『きみのためにSuperman』を出川哲朗、田中裕二、岡村隆史と松任谷由実の共作詞で発表しているが、本作には未収録となっている。

## リリース・プロモーション
アルバムは、2020年12月1日に、通常盤と初回限定盤に加え、アナログ盤がセットになったクリスマススペシャルBOXの3形態で発売された。クリスマスBOXには2枚組LP、Blu-ray、36ページのアートブックが同梱され、Blu-rayには松任谷の自宅での制作風景、ジャケット撮影のメイキング、インタビュー映像が収められた。なお初回限定盤には、クリスマススペシャルBOXのBlu-rayと同内容のDVDが付属する。なお、アルバムの規格品番はUPCH-20567。（豪華完全限定盤クリスマススペシャルBOXはPDCN-1007、DVD付属の初回限定盤はUPCH-29379）
11月27日には、アルバム初回限定盤に付属するDVDに収録されるドキュメンタリー映像「Documentary of 深海の街」のトレイラーがYouTubeで公開された。また、松任谷が11月30日から12月5日までニッポン放送の25:00の時報を担当することも発表。本作『深海の街』の収録曲をBGMに「さぁ、オールナイトニッポンが始まるよ！」のかけ声と共に時刻を伝える。なお、ニッポン放送で個人が時報を担当するのは異例のことだという。11月30日には、「CDTVライブ！ライブ！」に出演。約39年ぶりのTBSの番組での歌唱となっており、アルバム収録曲「知らないどうし」と「真夏の夜の夢」の2曲を披露した。さらに、本作のリリースを記念して、アルバム発売日の12月1日には、夜9時ころから松任谷由実公式Instagramアカウントで自身初となるインスタライブを開催。12月5日には、23:00よりNHK総合で放送される「SONGS」に出演。長年の友人であるYOUと対談するほか、アルバムから「1920」と表題曲「深海の街」の2曲を披露する。

## チャート成績
『深海の街』は、初週49,856枚を売り上げ、Billboard Japanの総合アルバムチャートで初登場3位を記録。オリコン週間アルバムチャート/合算アルバムチャートの両方でも3位を獲得した。
2022年10月12日現在、オリコン上での累計売り上げは81,347枚。

## ツアー
オリジナルアルバムと連動したコンサートツアーを行うことが恒例となっているが、本作ではコロナ禍の影響もあり、アルバム発売から約10ヶ月の間隔をあけて、「松任谷由実 コンサートツアー 深海の街」と銘打ったツアーを、2021年9月30日のよこすか芸術劇場公演から2022年7月9日の神戸国際会館こくさいホール公演まで60公演を行った。当初予定では2020年11月にツアーを開始予定だったことを自身のインターネットラジオ番組『松任谷由実はじめました』の第998回放送にて明かしている。

## 収録曲

### CD
| 全作詞・作曲: 松任谷由実、全編曲: 松任谷正隆。 |                                                       |            |            |      |
| #                                              | タイトル                                              | 作詞       | 作曲・編曲 | 時間 |
| 1.                                             | 「1920」                                              | 松任谷由実 | 松任谷由実 | 4:46 |
| 2.                                             | 「ノートルダム -Notre Dame-」                         | 松任谷由実 | 松任谷由実 | 4:56 |
| 3.                                             | 「離れる日が来るなんて -Never Imagined to Be Apart-」 | 松任谷由実 | 松任谷由実 | 3:21 |
| 4.                                             | 「雪の道しるべ -The Snowy Guiding Direction-」        | 松任谷由実 | 松任谷由実 | 4:16 |
| 5.                                             | 「NIKE ～ The goddess of victory」                    | 松任谷由実 | 松任谷由実 | 4:33 |
| 6.                                             | 「What to do ? waa woo」                              | 松任谷由実 | 松任谷由実 | 2:55 |
| 7.                                             | 「知らないどうし -Strangers-」                        | 松任谷由実 | 松任谷由実 | 3:48 |
| 8.                                             | 「あなたと 私と -You for Me, Me for You-」            | 松任谷由実 | 松任谷由実 | 4:09 |
| 9.                                             | 「散りてなお -Scattered and Yet-」                    | 松任谷由実 | 松任谷由実 | 4:29 |
| 10.                                            | 「REBORN ～ 太陽よ止まって -Reborn - Stop the Sun-」  | 松任谷由実 | 松任谷由実 | 3:24 |
| 11.                                            | 「Good! Morning」                                     | 松任谷由実 | 松任谷由実 | 2:30 |
| 12.                                            | 「深海の街 -The City in the Deep Sea-」               | 松任谷由実 | 松任谷由実 | 5:28 |

### 楽曲解説
1. 1920
  - 本作のリリースから100年前をテーマにした楽曲。折しも1920年は松任谷由実の母が生まれた年でもあったことを、本作リリース直前に就任した『JAPAN LIVE YELL project』の記者会見で明かしている。[16]
  - 歌詞の中に当時行われたアントワープ五輪とコロシアムの状況を歌った部分がある。
2. ノートルダム
  - 2019年に発生したノートルダム大聖堂の火災の悲劇から着想を得て作詞をしたことを『Yuming Chord』にて明かしている[17]。
3. 離れる日が来るなんて
4. 雪の道しるべ
  - 前作に続き、本作でもハウス食品『北海道シチュー』CMソングを手掛け、CMは2019年9月9日より放送された。
  - 本作発売に先行して、2020年11月16日より配信開始した。
5. NIKE ～ The goddess of victory
  - 2019年11月5日に開催されたスキー、スノーボード選手の出陣イベント「LIVE SURF&SNOW JAPAN PRESS CONFERENCE 2019」において初披露された楽曲。収録に際してキーが一音上げられた。
  - 苗場プリンスホテルにおいて毎年開催している「SURF&SNOW in Naeba」シリーズが2020年に40回目の節目を迎えたことから、会場入口にはNIKEをイメージした自筆のプレート画が設置された。
6. What to do? waa woo
7. 知らないどうし
  - TBS系列金曜ドラマ『恋する母たち』の主題歌として、2020年10月23日に配信リリースされた。
8. あなたと 私と
  - 刀剣育成シミュレーションゲーム『刀剣乱舞-ONLINE-』の主題歌として、2020年8月10日に配信リリースされた。
9. 散りてなお
  - 2020年10月16日公開の映画『みをつくし料理帖』の主題歌として、手嶌葵に提供した楽曲のセルフカバー。楽曲提供にあたり映画公開当日に放送された『松任谷由実のオールナイトニッポンGOLD』には、同映画監督を務める角川春樹と、出演する石坂浩二がゲスト出演した。
10. REBORN ～ 太陽よ止まって
11. Good! Morning
  - テレビ朝日系『グッド!モーニング』として書き下ろされた楽曲。2018年4月2日から2020年3月27日までテーマ曲として放送されていたが、放送期間中にリリースされることはなく、本作が初収録作品となった。放送初日には松任谷由実が番組にインタビュー出演し、同年2月に開催されたSURF&SNOW in Naebaの合間を縫って、苗場で楽曲を書き上げたことを語っている。
  - 本作収録にあたって一部、歌詞を書き直した新たなヴァージョンで収録。テレビで放送されていたオリジナル・ヴァージョンは未発売となっている。
  - ユーミンのオリジナル曲のなかで最も短い曲（2分30秒）となっている。
12. 深海の街
  - アルバムのタイトル曲。テレビ東京系「ワールドビジネスサテライト」のエンディングテーマとして、2019年9月18日に配信リリースされた。シングルより少しイントロが長くなっており、配信ではカットされているが、曲の終わりに1920が少しだけ流れる

## パッケージ
豪華完全限定盤クリスマススペシャルBOX、初回限定盤、通常盤の3形態でリリースされた。3形態とも収録楽曲は同様であり、2021年より開催されるコンサートツアーチケット先行応募抽選シリアルコードも全パッケージに封入されている。
- 豪華完全限定盤クリスマススペシャルBOX：CD+Blu-ray Disc+2LP+豪華アートブック
  - アナログレコード大ボックス仕様豪華限定パッケージとなっており、豪華アートブックと、特典Disc(Blu-ray)が付属している。特典Discには「深海の街」「知らないどうし」のミュージックビデオのほか、本作の製作ドキュメントが収められている。また、クリスマスキャンペーンとして、抽選で10名にBOXの表面に松任谷由実による直筆サインを宛名入りで届けるキャンペーンも行われた。

- 初回限定盤：CD+DVD
  - 特殊ジャケット仕様の三方背ケース収納となっている。DVD収録内容は豪華完全限定盤のBlu-ray Discと同様である。

- 通常盤：CD

## ミュージシャン
- Drums : 渡嘉敷祐一 (#3,5,7,8,10,12) / 河村”カースケ”智康 (#4) / 小田原豊 (#11)
- Bass : 須長和広 (#1,4,6,9,11) / 高水健司 (#3,5,8,10,12)
- Keyboards : 松任谷正隆
- Guitars : 鳥山雄司 (#2,3,4,5,6,7,8,10,11,12) / 松任谷正隆 (#3,4)
- Percussions : 浜口茂外也 (#7,10,12)
- Strings on #4,6,8,9,10,11 : 阿部雅士ストリングス
  - Violins：栄田嘉彦、伊藤友馬、村田幸謙、藤家泉子、矢野晴子 (#4,6,8,9,10,11) / 入江茜 (#4,6,8) / 渡辺一雄、黒木薫 (#4,6,9,10,11) / 三木希生子 (#4,8,9,10,11) / 氏川恵美子 (#4,8) / 桐山なぎさ (#6,8,9,10,11) / 桑田穰 (#6,9,10,11) / 石橋尚子 (#8)
  - Violas : 秋山俊行、渡部安見子 (#4,6,8,9,10,11) / 桑田穰 (#4,8) / 徳高真奈美 (#4) / 島岡智子、村田晃歌 (#6,9,10,11) / 細川亜維子 (#8)
  - Cellos : 阿部雅士、前田善彦 (#4,6,8,9,10,11)
- Trumpet : 西村浩二、菅坡雅彦 (#5,7,10,11)
- Saxophone : 山本拓夫 (#5,7,11)
- Trombone : 村田陽一 (#5,7,11)
- Sound Effect : 原田文子 (#1,11)
- Chorus : 佐々木詩織 (#6)

Mixed & Mastered by GOH HOTODA　Mixed & Mastered at STUDIO GO and NOKKO

## チャート
| \| チャート（年） \| 最高 順位 \| \| ----------------------------------- \| --------- \| \| Billboard Japan Hot Albums[2] \| 3 \| \| Billboard Japan Top Album Sales[18] \| 3 \| \| Billboard Japan Download Albums[19] \| 5 \| \| オリコン週間アルバムチャート[1] \| 3 \| \| オリコン週間 デジタルアルバム[14] \| 5 \| \| オリコン週間 合算アルバム[13] \| 3 \| |           |
| チャート（年） | 最高 順位 |
| Billboard Japan Hot Albums | 3         |
| Billboard Japan Top Album Sales | 3         |
| Billboard Japan Download Albums | 5         |
| オリコン週間アルバムチャート | 3         |
| オリコン週間 デジタルアルバム | 5         |
| オリコン週間 合算アルバム | 3         |